# Csoma Kristóf
Csoma Kristóf (Budapest, 1992. január 26. ― ) világbajnoki ezüstérmes magyar vízilabdakapus, a Budapesti Honvéd játékosa.

## Sportpályafutása
A Ferencvárosban kezdett gyermekként vízilabdázni. Nevelőegyesülete színeiben két ízben is résztvevője volt a rangos utánpótlástornának, a Komjádi Kupának: 2009-ben és 2010-ben. 2012 és 2014 között egy-egy idényt a Honvéd Pesterzsébet VSK-Erzsébeti Spartacus MTK, valamint a Ceglédi Vasutas együttesével a magyar bajnoki másodosztályban szerepelt. 2014-ben az OB I első vonalában szereplő ZF-Egerhez szerződött, mint második számú kapus a szerb világklasszis Branislav Mitrović mögött. Kék-fehér színekben 2015-ben magyar bajnoki bronzérmet szerzett, valamint kupagyőztes lett, a következő idényben pedig bajnoki ezüstérmet nyert. Egri játékosként, továbbá két idényben is Bajnokok Ligája-resztvevő volt. 2016-ban az OB I-ben második idényét kezdő Miskolci VLC-hez igazolt. A borsodi együttes tagjaként három szezonban is részt vett az Európa-Kupán (2017-18, 2018-19, 2019-20), első két alkalommal az elődöntőig jutva, a 2019-20-as, koronavírus-világjárvány miatt törölt idényben pedig a negyeddöntőben búcsúzva. 2018-ban újra magyar kupadöntőt játszott. 2020 és 2021 között a Vasas játékosa volt, mellyel egy alkalommal magyar kupa-bronzérmes lett, ezután a Kaposvárhoz szerződött. Egy Litvániában töltött idényt követően 2024 óta a Budapesti Honvéd játékosa.
2018. december 11-én mutatkozott be a Märcz Tamás által vezetett magyar nemzeti válogatottban, egy Szombathelyen rendezett Málta elleni világliga-selejtezó mérkőzésen, mely a hazai csapat 24-8 arányú győzelmével zárult. 2022 májusában újra bekerült a budapesti világbajnokságra készülő válogatottba, a végső keretből azonban kimaradt. Újbóli válogatottbeli szereplésére a Málta elleni derbi után bő hat évvel került sor, mégpedig egy zágrábi, Horvátország ellen vívott felkészülési mérkőzés keretében, melyet a magyar csapat 14-10 arányban nyert meg. 2025 év elején tagja volt a bukaresti világkupa-selejtezőre utazó nemzeti együttesnek is.

## Eredményei

### Klubcsapattal

#### ZF-Eger
- Magyar bajnokság
  - Ezüstérmes: 2015–16
  - Bronzérmes: 2014–15
- Magyar kupa
  - Kupagyőztes: 2015
- Bajnokok ligája
  - 5. hely: 2014–2015
  - 6. hely  2015–2016

#### Miskolci VLC
- Magyar kupa
  - Ezüstérmes: 2018
- Európa Kupa
  - Elődöntő: 2017-18, 2018-19
  - Negyeddöntő: 2019-20[9]

#### Vasas SC
- Magyar kupa
  - Bronzérmes: 2020

#### EVK Žaibas
- Challenger Kupa
  - Elődöntő: 2023-24[10]
- Litván bajnokság
  - Bajnok: 2023-24[11]

#### Budapesti Honvéd
- Európa Kupa
  - Csoportkör: 2024-25